# アブ・ハフス・アル＝ハシーミー・アル＝クラーイシー

アブー・ハフス・アル・ハーシミー・アル・クラシー （Abu Hafs al-Hashimi al-Qurashi）は2024年現在のISIL指導者、第5代カリフである。各種報道機関にはアブー・ハフス・ハーシミー・クラシーといった短縮名を使用している。

## 概要
アブ・フセイン・フセイニが2023年4月29日の作戦によりシリアの被災地にて殺害されたため、8月から後継に就任。
詳しいことは名前のみで、性別はおろか年齢すらも不明である。
なお、AP通信は当初アブ・ハフス・アル＝ハシーミー・アル＝クラーイシーと報じていた。